# ۳۶۵ روز آینده
۳۶۵ روز آینده (به لهستانی: Kolejne 365 dni) یک فیلم درام اروتیک لهستانی محصول سال ۲۰۲۲ به کارگردانی باربارا بیاوُوُنس و توماش ماندس است. این فیلم دنباله ۳۶۵ روز: امروز (۲۰۲۲) است که بر اساس سومین رمان از سه‌گانه‌ای اثر بلانکا لیپینسکا به همین نام ساخته شده‌است.
این فیلم مانند فیلم‌های قبلی به‌طور جهانی مورد توجه قرار گرفت.

## گزیدهٔ بازیگران
- آنا-ماریا شِـکلوتسکا
- میکِله مورونه
- سیمونه سوزینا
- رامون لانگا
- ماگدالنا لامپارسکا
- اوتار سارالیدزه
- اِوا کاسپژیک
- داریوش یاکوبوفسکی
- توماش ماندس
- ناتالیا شیویتس
- کارولینا پیسارِک

## انتشار
۳۶۵ روز آینده در ۱۹ اوت ۲۰۲۲ در نتفلیکس منتشر شد.

## بازخورد
در راتن تومیتوز، این فیلم بر اساس ۶ نقد امتیاز ۰٪ دارد.